# Mehriban Äliyeva
Mehriban Äliyeva (azerbajdzjanska: Mehriban Arif qızı Əliyeva, född Paşayeva), född 26 augusti 1964 i Baku, är en azerbajdzjansk läkare, medlem i Azerbajdzjans folkförsamling, hustru till Azerbajdzjans nuvarande president Ilham Aliyev, Unesco-ambassadör och ordförande i flera välgörenhets- och kulturorganisationer. När musiktävlingen Eurovision Song Contest 2012 kom att hållas i Azerbajdzjan beslöt Ilham Aliyev att göra sin fru till ansvarig för tävlingen.

## Familj
Mehriban gifte sig i december 1983 med Ilham Aliyev. Tillsammans har de två döttrar, Leyla (född 1986) och Arzu (född 1989) samt en son, Heydär (född 1997).

## Utmärkelser
- Internationella priset "Gyllene hjärtat",  27 maj 2007[1]
- Unescos Mozartmedalj,  2010[2]
- Officer av Hederslegionen,  2010[3][4]
- Andra graden av Apostlalika furstinnan Olgas orden,  2017
- Storkors av Piusorden
- Presidentens skinande orden
- Gejdar Alijev-orden
- Nizami Ganjavi-guldmedaljen
- Ungerska förtjänstordens kommendörskors
- Storkorsriddare av Republiken Italiens förtjänstorden
- Ryska vänskapsorden
- Kommendör med stjärna av Republiken Polens förtjänstorden
- Samväldesorden
- Nishan-e-Pakistan
- Orden för förtjänster i Astrachan oblast
- Andra graden av Sretenjeorden
- Hilal-e-Pakistan

[Redigera Wikidata]